# Rodowo (Kozłowo)
Rodowo (deutsch Rodau) ist ein Ort in der polnischen Woiwodschaft Ermland-Masuren und gehört zur Gmina Kozłowo (Landgemeinde Groß Koslau, 1938 bis 1945 Großkosel) im Powiat Nidzicki (Kreis Neidenburg).
Rodowo liegt am Jezioro Rodowo (deutsch Rodauer See) im Südwesten der Woiwodschaft Ermland-Masuren, 36 Kilometer südöstlich der einstigen Kreisstadt Osterode in Ostpreußen (polnisch Ostróda) bzw. elf Kilometer nordwestlich der heutigen Kreismetropole Nidzica (deutsch Neidenburg).
Der kleine Ort Rodau wurde 1885 als ein großer Hof und Wohnplatz innerhalb des Gutsbezirks Januschkau (1938 bis 1945 Osterschau, polnisch Januszkowo) gegründet. 1945 wurde er in Kriegsfolge mit dem gesamten südlichen Ostpreußen an Polen abgetreten und ist heute eine Siedlung (polnisch Osada) innerhalb der Gmina Kozłowo im Powiat Nidzicki, bis 1998 der Woiwodschaft Olsztyn, seither der Woiwodschaft Ermland-Masuren zugehörig. Heute gibt es im Ort keinerlei Gebäude mehr, und somit sind auch keine Einwohner verzeichnet.
Über die Muttergemeinde Januschkau resp. Osterschau war Rodau bis 1945 in die evangelische Kirche Waplitz (polnisch Waplewo) bzw. in die römisch-katholische Kirche Thurau eingepfarrt. Heute ist der Ort evangelischerseits der Heilig-Kreuz-Kirche Nidzica, katholischerseits zur Kirche in Januszkowo zugehörig.
Zu erreichen ist Rodowo über einen Verbindungsweg von Januszkowo aus.